# Сан Гаетано (Виченца)
Сан Гаетано је насеље у Италији у округу Виченца, региону Венето.
Према процени из 2011. у насељу је живело 330 становника. Насеље се налази на надморској висини од 167 м.